# Saunders-Roe SR.A/1
Il Saunders-Roe SR.A/1, o Saro SR.A/1, era un Idrocaccia britannico con motore a getto, che volò per la prima volta nel luglio 1947.
Realizzato in tre esemplari non arrivò all'impiego operativo.
Fu il primo esempio di idrocaccia a reazione, concetto che venne ripreso successivamente negli Stati Uniti con il Convair XF2Y-1 Sea Dart.

## Storia del progetto
Il progetto nasce nel 1944 dalla specifica E.6/44 emessa dall'Air Ministry, il ministero dell'aria britannico, interessato ad un idrocaccia nella prospettiva di un lungo impegno contro il Giappone nel teatro del pacifico.
Il primo prototipo volò il 16 luglio 1947, ai comandi di Geoffrey Tyson con buone prestazioni e senza inconvenienti. La fine delle ostilità fece mancare le necessità strategiche per un mezzo con tali caratteristiche. Un grosso ostacolo allo sviluppo fu posto dalla cessazione da parte della Metropolitan-Vickers della produzione di motori a getto, lasciando solo pochi motori Beryl prodotti. Il progetto fu accantonato fino al 1950, quando ripresero i voli di prova in seguito allo scoppio della guerra di Corea. La superiorità espressa dai velivoli basati a terra e le difficoltà di approvvigionamento dei motori portarono alla cancellazione del progetto. L'ultimo volo avvenne nel giugno del 1951.
Il primo prototipo (numero di serie TG263) è conservato presso il museo dell'aviazione Solent Sky di Southampton, gli altri due prototipi sono andati perduti in incidenti.
L'aereo non ricevette un nome ufficiale ma era denominato dagli impiegati della Saunders come Squirt (schizzo, in lingua inglese).

## Tecnica
Si tratta di un idrovolante monoposto, monoplano ad ala alta, impennaggio cruciforme, scafo centrale con galleggianti semi-retrattili, verso l'interno, sotto le semiali. Motorizzato da due motori turbogetto a compressore assiale alimentati da una presa d'aria ovale singola sul muso dotata di un'estensione retrattile idraulicamente per ridurre il rischio di ingestione di acqua in fase di flottaggio. Per migliorare la manovrabilità in acqua era installato un timone all'estremità della chiglia centrale.
I serbatoi erano interamente contenuti nelle semiali.
I primi due prototipi erano provvisto di due motori turbogetto Metrovicks F.2/4 da 15.55 kN (3.500 lb) mentre il terzo era equipaggiato da due Beryl da 17.1 kN (3.850 lb) di spinta. Lo scarico dei motori, leggermente inclinato verso il basso terminava poco oltre le radici delle semiali.
Il pilota, racchiuso in una cabina pressurizzata, era dotato di seggiolino eiettabile, l'armamento previsto consisteva in quattro cannoni da 20mm installati nella parte superiore del muso.

## Utilizzatori
Regno Unito
- Royal Air Force